# Урак (князь)
Урак — видный представитель аристократии, политический деятель Казанского ханства. Русские летописи называют его «князь Казанских князей», видимо, он принадлежал к числу карачи. Возглавлял в Казани провосточную политическую партию.
В середине 1490-х годов, когда в Казани правил ставленник Московского князя Ивана III Мухаммед-Эмин, и вмешательство русского посла в дела ханства носило вызывающий характер. Урак, вместе с князьями Кель-Ахмедом, Садыром и Агишем, возглавили оппозицию правительству. Они опирались на военную поддержку восточных соседей. Кандидатом на ханский престол был намечен сибирский царевич Мамук.
Весной 1495 года Мамук выступил к Казани с многочисленным войском, однако казанское правительство запросило поддержки у московского. На помощь Мухаммед-Эмину был послан отряд из Нижнего Новгорода, при его приближении руководители восточной партии бежали из столицы. Русский отряд вступил в Казань и готовился к её обороне, но сибирское войско, узнав о прибытии русского войска, приостановило наступление. Считая, что опасность миновала, русский отряд вернулся в Россию. Тогда сибирское войско внезапным нападением захватило Казань. Ханом был провозглашен царевич Мамук.
Однако Мамука вызывало недовольство многих казанцев. Оппозицию Мамуку возглавил Кель-Ахмед, привлекший на свою сторону многих сторонников, но значительная часть провосточной партии, возглавленная князем Ураком, осталась верна своим убеждениям. Когда хан Мамук отправился в поход против удельного Арского княжества, зависимого от Казанского ханства. Кель-Ахмед и другие противники нового хана воспользовались этим походом для государственного переворота и восстановления прежней руссофильской политики. Мамуку не удалось вернуться на ханский престол, и он возвратился в Сибирь. Вместе с ним эмигрировала часть его сторонников, во главе с князем Ураком.
В 1499 году Урак поддержал царевича Агалака, младшего брата хана Мамука, который пытался захватить Казань и восстановить на казанском престоле Сибирскую династию. Однако казанское правительство получило военную поддержку со стороны России, и нападение было отражено.